# Jorge Cruz
Jorge Cruz (Praia da Barra, Gafanha da Nazaré) é um músico, cantor, produtor e compositor. Fundou o grupo Diabo na Cruz e é autor de canções de artistas como Amor Electro, Ana Bacalhau, Cristina Branco, Raquel Tavares e Ana Moura, cujo single "Dia de Folga" lhe valeu um Globo de Ouro na categoria de Melhor Música.

## Biografia
Em 1995 fundou os Superego, um power-trio de Aveiro que conta na sua discografia com Quem Concebeu o Mundo Não Lia Romances (1998) e A Lenda da Irresponsabilidade do Poeta (2000), disco que apresentou um manifesto que fazia a apologia da música portuguesa cantada em português. A banda terminou em 2001, após um concerto no Noites Ritual Rock (Porto), onde se metamorfoseou na Fanfarra, um colectivo focado na música tradicional portuguesa e na sua fusão com o rock.

### Diabo na Cruz
Em 2008, Jorge Cruz formou em Oeiras um power-trio com Bernardo Barata (baixo) e João Pinheiro (bateria), a que se juntou B Fachada (viola braguesa) e João Gil (teclados). No ano seguinte, lançaram o EP Dona Ligeirinha e o álbum de estreia Virou!, que foi considerado um marco na música nacional pela forma como integrou sonoridades da música tradicional e do rock contemporâneo. Inspirado pelo Tropicalismo, pela relação que a música brasileira tem com o seu próprio passado, pelo legado da música portuguesa (José Afonso, Fausto, Sérgio Godinho, Vitorino, Banda do Casaco, entre outros) e pela música anglo-saxónica, Jorge Cruz pôs instrumentos eléctricos a evocar melodias resgatadas da memória da tradição oral, convidando a música moderna portuguesa a encontrar-se com a sua raiz.O Jorge acabou por retirar-se da banda em 2019 por motivos de saúde, no mesmo ano em que a banda foi obrigada a extinguir-se.
Diabo na Cruz destacou-se desde o início pelos concertos capazes de conquistar o mais variado público, desde as festas de aldeia aos grandes festivais e salas urbanas. Com três anos na estrada e centenas de concertos, a banda sofreu uma reformulação. B Fachada abandonou o grupo uma semana antes da gravação do segundo disco, Roque Popular (2012), e entraram os novos elementos Manuel Pinheiro (percussões, electrónica) e Sérgio Pires (viola braguesa). Com o álbum Diabo na Cruz (2014), o grupo continuou a trabalhar com a memória colectiva da musicalidade portuguesa com um apetite mais omnívoro, mais pop e mais experimentalista. O disco levou a banda a percorrer Portugal de Norte a Sul ao longo de cerca de 50 concertos. No final de 2015, essa vida de estrada sagrou-os vencedores na categoria de "Melhor Actuação ao Vivo" nos Portugal Festival Awards. 

### Discos a solo
Jorge Cruz apresentou-se pela primeira vez a solo com O Pequeno Aquiles, alter-ego com o qual editou em 1999 um disco acústico de 300 exemplares. Em nome próprio editou Sede (2004), Poeira (2007) e Barra 90 (2011), álbum onde recupera e regrava canções originalmente compostas entre 1993 e 1999. Barra 90 conta com convidados como B Fachada (que co-produziu e tocou no disco), Márcia, Tiago Guillul, membros d'Os Pontos Negros e de Diabo na Cruz. 

### Compositor e letrista
Jorge Cruz escreveu letras para os Amor Electro ("Rosa Sangue", "Só é Fogo se Queimar", "Amanhecer" e "No Esplendor do Vendaval") e para o projecto Movimento.  2015 foi o ano de "Dia de Folga", canção interpretada por Ana Moura com letra e música de Jorge Cruz. O single ultrapassou a marca dos 9 milhões de visualizações no YouTube e venceu um Globo de Ouro na categoria de Melhor Música.
Em 2016, assina canções com letra e música da sua autoria em discos de Raquel Tavares ("Meu Amor de Longe", o primeiro single de Raquel) e Cristina Branco ("Boatos", o segundo single de Menina). Para Ana Bacalhau compôs o seu segundo single a solo, "Leve Como Uma Pena", editado em 2017. Em 2018 escreve novamente uma canção para Cristina Branco, "Aula de Natação".
A sua canção Bomba-Canção, é uma das 150 canções, que constam na antologia, As Palavras das Canções, organizada por João Calixto, editada com o apoio da Sociedade Portuguesa de Autores. 

### Produções e colaborações
Além de produzir os seus discos a solo e de Diabo na Cruz, Jorge Cruz foi co-produtor de Cruz Vermelha Sobre Fundo Branco (2009) d'Os Golpes, do álbum homónimo de João Só e Abandonados, editado em 2009, e de O Pulsar da Matilha (2012) dos NOME. Co-produziu Nº1 Sessão de Cezimbra (2008) de João Coração, o primeiro disco homónimo de B Fachada (2009) e Pequeno-Almoço Continental (2010) d'Os Pontos Negros. Participou em discos dos More República Masónica, Fadomorse, João Coração, Samuel Úria, Tiago Guillul, João Só e Abandonados e em Xungaria no Céu, álbum colectivo da editora FlorCaveira. No tema-título do segundo álbum de Superego partilhou o microfone com Manel Cruz (Ornatos Violeta). Na discografia de Diabo na Cruz angariou participações de duas das suas maiores referências musicais: Sérgio Godinho e Vitorino Salomé. 

### Vida pessoal
Em 2021, o músico confessou que desde 2019 que sofre de tinnitus severo, que terá tido origem num trauma acústico, tendo o músico afirmado que a origem do acufeno não estará associado à exposição a música alta, mas numa situação em que uma criança lhe gritou num dos ouvidos com um tubo. Esta situação de saúde levou Jorge Cruz ao afastamento dos palcos. Em abril de 2023, o músico voltou finalmente a dar espetáculos, tendo adotado uma nova abordagem diferente à execução do mesmos.

## Discografia
Entre a sua discografia encontram-se: 
A solo
- O Pequeno Aquiles (CD, Murmúrio, 1999)
- Sede (CD, NorteSul, 2004) / (reed. nova capa: CD, NorteSul 2005)
- Poeira (CD, Som Livre, 2007)
- Barra 90 (CD, Murmúrio, 2011)
- Transumante (2024)

Superego
- Quem Concebeu o Mundo Não Lia Romances (CD, 1998)
- A Lenda da Irresponsabilidade do Poeta (CD, 2000)

Diabo na Cruz
- Dona Ligeirinha (EP, Flor Caveira, 2009) [22]
- Virou! (CD, Flor Caveira, 2009) [23]
- Virou! + Combate EP (CD + EP, Flor Caveira, 2010)
- Roque Popular (CD, Flor Caveira, 2012)
- Diabo na Cruz (CD, Murmúrio, 2014)
- Diabo na Cruz + Saias EP (CD + EP, 2016)
- Até Agora (caixa 3 CDs + 1 EP, 2017)
- Ao Vivo (CD, 2018)
- Lebre (Sony Music, 2018)